# ماريسا بارك
ماريسا بارك (بالإنجليزية: Marisa Park)‏ (25 أغسطس 1991 بالإسكندرية في الولايات المتحدة - ) هي لاعبة كرة قدم أمريكية في مركز الوسط. شاركت مع منتخب الفلبين الوطني لكرة القدم للسيدات. أما مع النوادي، فقد لعبت مع IL Sandviken ‏.